# Ford RS200
La Ford RS200 è un'autovettura da competizione prodotta dalla casa automobilistica statunitense Ford dal 1984 al 1986 per gareggiare nella categoria Gruppo B dei rally.

## Storia

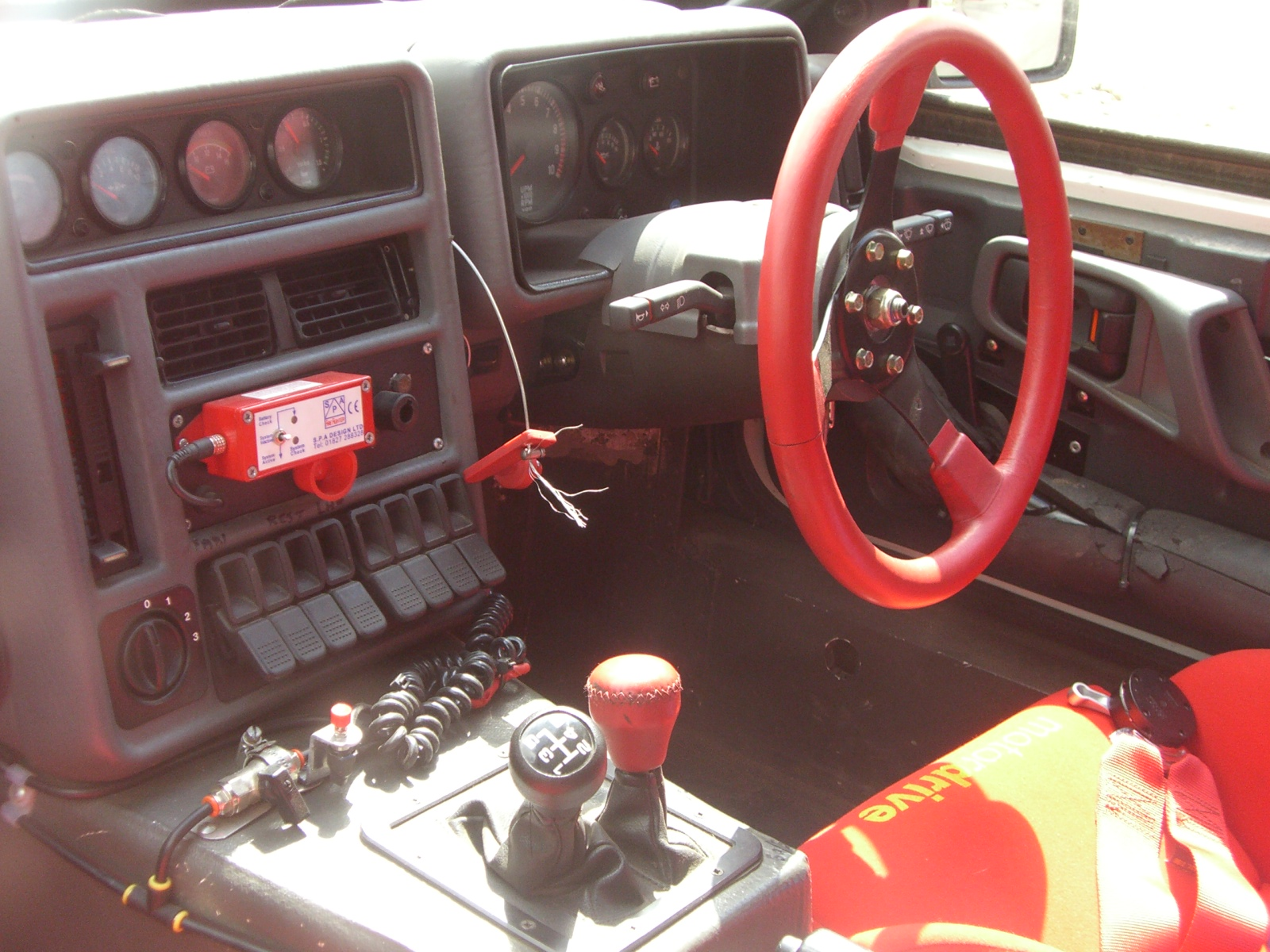
Gli interni

Dopo l'introduzione della nuova Ford Escort nel 1981, la Ford Motorsport pensò allo sviluppo di una vettura a trazione posteriore e turbocompressa per affrontare i rally Gruppo B, dando il via alla Ford Escort RS 1700T. Tuttavia alcuni problemi nello sviluppo portarono la Ford ad abbandonare il progetto nel 1983, perdendo la possibilità di entrare nel Gruppo B. Non volendo abbandonare l'idea di una vettura da rally e non volendo perdere inutilmente i costi di produzione della 1700T, si decise di costruire una nuova vettura dotata di trazione integrale e motore centrale, per competere al meglio con le avversarie Peugeot e Audi.
La carrozzeria venne realizzata in plastica e fibra di vetro e disegnata dalla Ghia, mentre venne prodotta dalla Reliant. I progettisti montarono una trasmissione anteriore per bilanciare la distribuzione dei pesi, ma questo richiese che la potenza proveniente dal motore andasse prima sulle ruote anteriori e in seguito su quelle posteriori, dando origine a un complesso schema di trazione. Il telaio venne progettato da Tony Southgate, operante nella Formula Uno, con l'iniziale aiuto di John Wheeler, anch'esso ingegnere F1. Le sospensioni a quadrilatero con doppi ammortizzatori per ogni ruota, diedero alla vettura un'ottima guidabilità e tenuta di strada, grazie anche all'eccellente distribuzione dei pesi. Esteticamente però, la fretta di produrre la vettura fece sì che numerose componenti venissero prese da altre vetture Ford. Per esempio, il parabrezza e le luci posteriori erano uguali a quelle della Ford Sierra.
Il motore era un 1800 cm³ turbocompresso della Cosworth (BDT) e produceva 258 CV nelle versioni stradali e tra i 350 CV e i 460 CV durante le competizioni. Per le versioni stradali furono anche disponibili dei kit di potenziamento, che portavano la potenza oltre i 300 CV. Anche se l'RS200 aveva un ottimo portamento stradale ed era molto ben bilanciata per essere competitiva, il suo rapporto peso potenza era scarso in confronto alle avversarie e il motore aveva un consistente turbo lag a bassi giri. Il terzo posto ottenuto al Rally di Svezia del 1986 da Kalle Grundel, fu la migliore posizione mai guadagnata dal veicolo nella categoria Gruppo B.

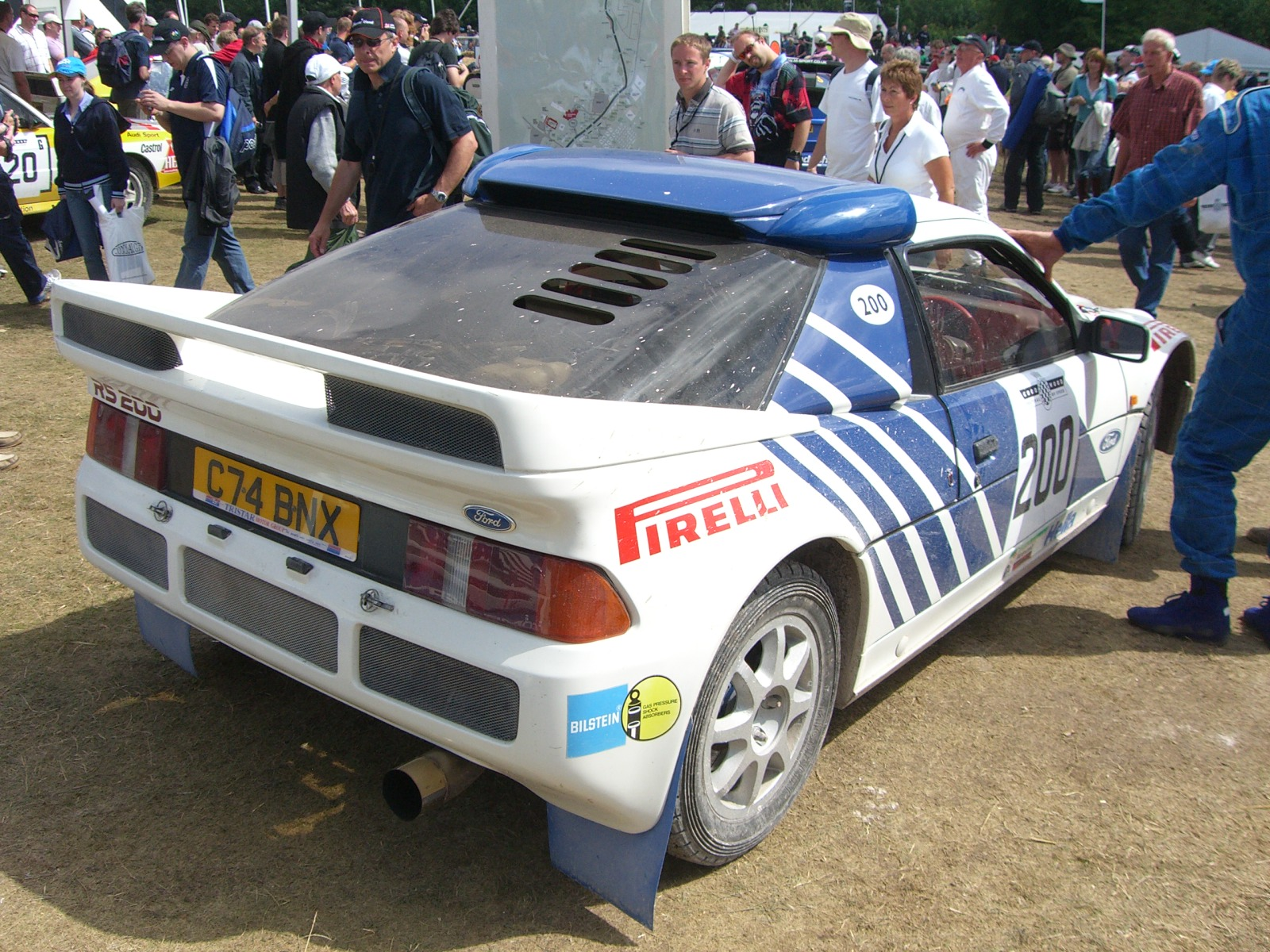
Posteriore di una Ford RS200 del 1986 in versione da competizione

Anche se non fu colpa delle caratteristiche tecniche della vettura, la RS200 fu protagonista di uno dei più terribili incidenti nella storia del WRC. Nel Rally di Portogallo del 1986 la Ford RS200 pilotata da Joaquim Santos uscì di pista provocando la morte di tre spettatori e il ferimento di altre trenta persone. Un altro spiacevole incidente avvenne sulla tappa del Rally di Hessen in Germania nel 1986, in cui il pilota Marc Surer perse il controllo della vettura schiantandosi contro un albero, che squarciò l'RS200 in due, per poi finire contro un secondo sul quale l'auto esplose. Surer riuscì a salvarsi venendo sbalzato fuori dall'abitacolo, mentre il suo amico e copilota Michel Wyder morì intrappolato nella vettura e avvolto dalle fiamme.
L'incidente del Rally del Portogallo fece discutere parecchio e la FIA, la quale al tempo controllava il WRC, abolì il Gruppo B subito dopo la stagione del 1986 (non solo per via dell'incidente causato dalla RS200). 

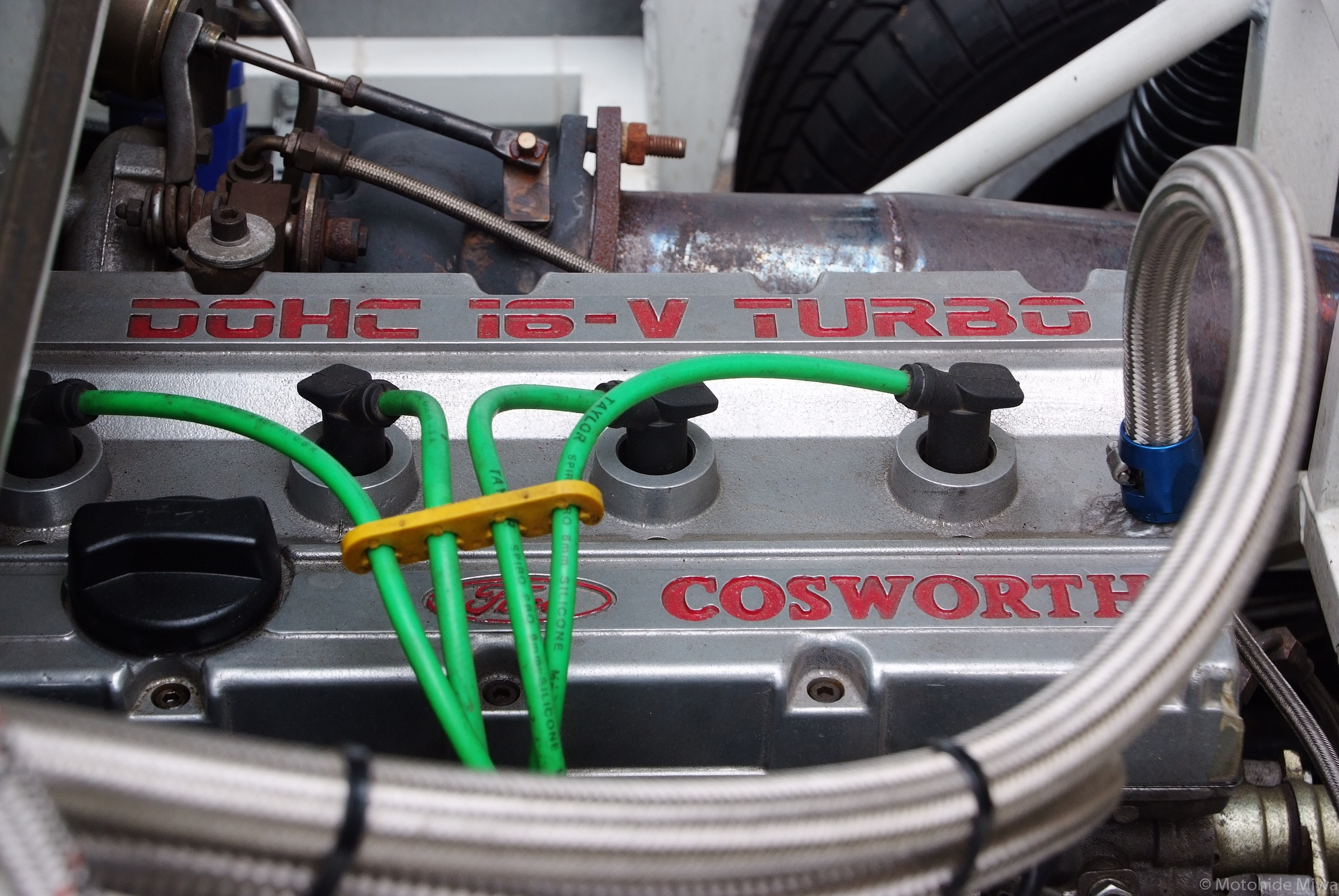
Dettaglio del motore Cosworth di una RS200

Per il 1987, la Ford aveva pianificato di introdurre un'evoluzione della RS200 con una nuova versione del motore Cosworth BDT, ovvero il BDT-E da 2137 cm³. Tale motore, sviluppato dalla Brian Hart Ltd, poteva supportare una cavalleria da 557 CV fino a 826 CV tanto che le versioni più potenti acceleravano da 0 a 100 km/h in soli 2,2 secondi. Con la seconda versione vennero potenziati anche i freni e le sospensioni. La cancellazione del Gruppo B fece sì che la RS200 E2 diventasse un veicolo da rallycross dall'agosto 1986 fino all'ottobre 1992. Il pilota norvegese Martin Schanche vinse il campionato nel 1991 con una Ford RS200 E2 da 652 CV.
Nel 1998 questa vettura venne anche utilizzata dal pilota svedese Stig Blomqvist (che già l'aveva pilotata nel mondiale rally 1986) nella categoria Unlimited della Pikes Peak International Hillclimb con motore in versione da 850 CV, capace di una accelerazione da 0 a 100 km/h in 2 secondi; terminò la cronoscalata al 4º posto assoluto.

## La versione stradale

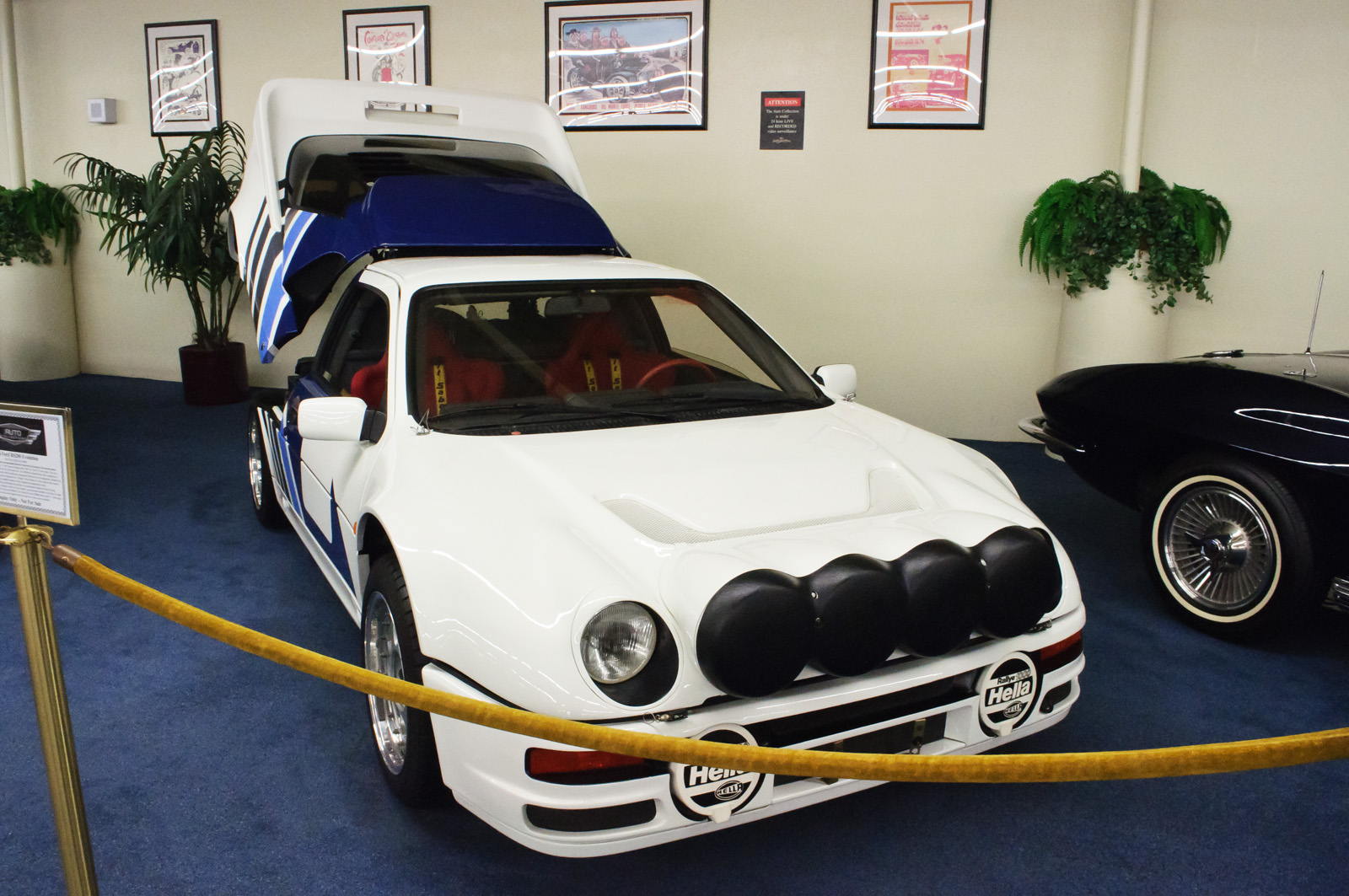
Ford RS200 Evolution del 1986

Secondo una regola FIA, una vettura per partecipare nel Gruppo B doveva esistere almeno in 200 esemplari stradali. Così la Ford realizzò questi 200 veicoli più un'altra ventina da utilizzare nelle competizioni.
Solo 25 vetture delle 200 originali vennero aggiornate alla versione E2. Le intenzioni iniziali erano quelle di rinominare queste 25 vetture con un numero di serie oltre il 200, ma alla fine rimase quello iniziale. Questo aggiornamento della vettura denominato RS200 Evolution, comprendeva il motore quattro cilindri 2.1 litri turbo potenziato a 580 CV; ciò con un peso di 1050 kg, le permetteva di staccare lo 0 a 100 km/h in meno di 3,07 secondi.
I progetti del corpo vettura della RS200 vennero in seguito comprati dalla Banham Conversions, la quale li utilizzò per costruire una kitcar basata sulla Austin Maestro chiamata Banham 200. Essendo quindi una modifica estetica di questa vettura, l'intera meccanica non fu minimamente paragonabile a quella della RS200 originale, compresa la posizione del motore (anteriore in questa kitcar).

## Specifiche (Gruppo B)

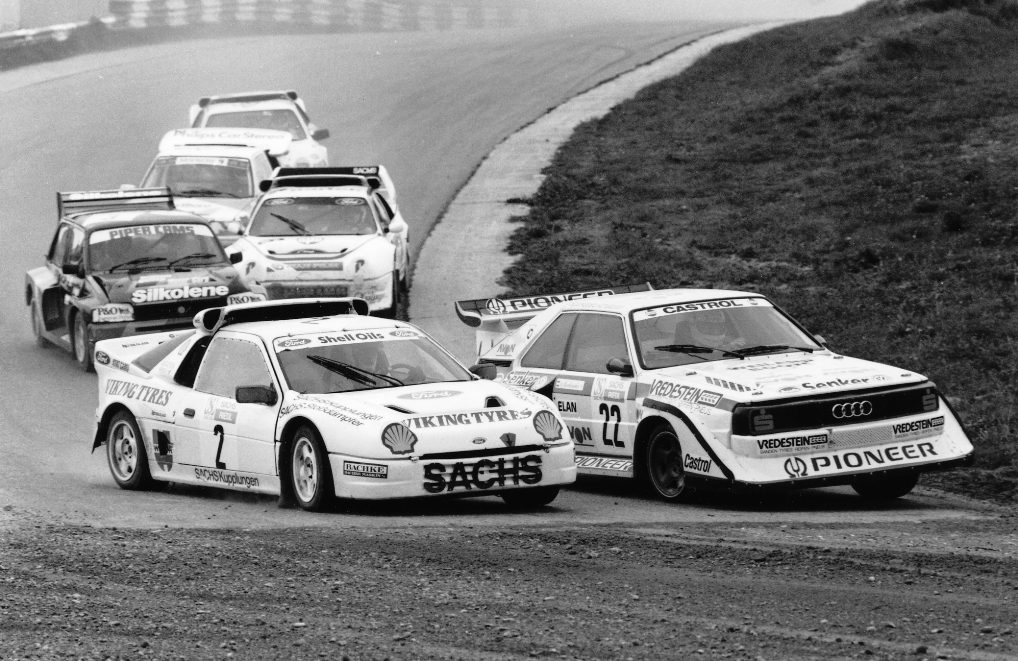
Ford RS200 Rallycross

Il motore era un 1.803 cm³ quattro cilindri in linea a iniezione elettronica che erogava 450 CV a 8000 giri/min. La coppia massima era di 489 Nm a 5500 giri/min. I cilindri avevano un alesaggio di 86 mm ed una corsa di 77,6 mm. La testata e il monoblocco motore erano in lega dall'alluminio,  era montato longitudinalmente in posizione centrale. Le valvole (4 per cilindro) erano gestite da un doppio albero a camme in testa mosso da una catena dentellata. Il rapporto di compressione era di 7,2:1, mentre il turbocompressore Garrett T3 garantiva un pressione di sovralimentazione di 160 kPa. Il sistema di raffreddamento era ad acqua accoppiato a una ventola elettrica.

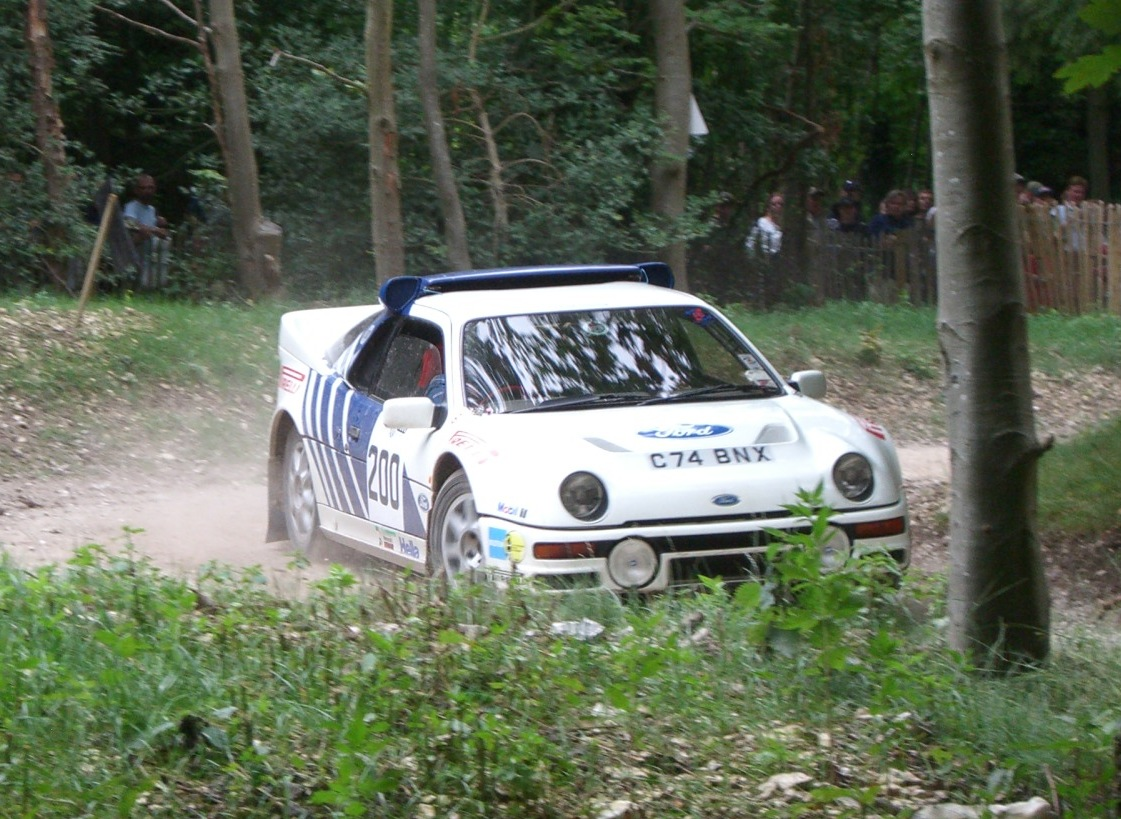
RS200 Gruppo B del 1986

La trazione era ripartita su tutte e quattro le ruote.
La trasmissione era a cinque rapporti, mentre le sospensioni erano uguali sia all'anteriore che al posteriore. Più precisamente erano tutte indipendenti a quadrilatero con doppio ammortizzatore e doppie molle. Sia frontalmente che posteriormente si trovava una barra anti-rollio.
Lo sterzo aveva un meccanismo a cremagliera, alcune vetture avevano anche il servosterzo idraulico, e compiva 1,8 giri nella rotazione da un blocco all'altro.

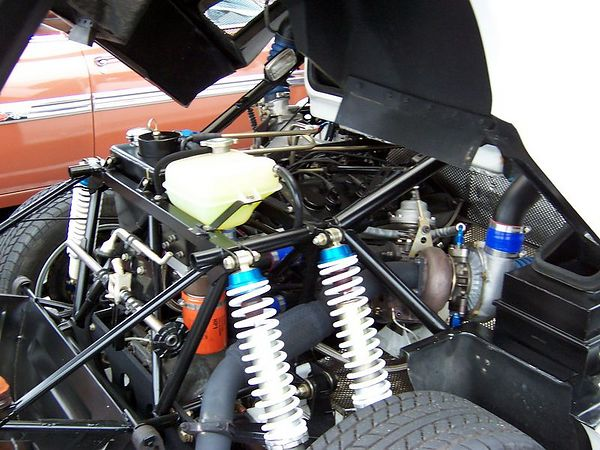
Dettaglio della parte posteriore di una RS200; notare il doppio ammortizzatore per ogni ruota

I freni anteriori avevano un circuito separato da quelli posteriori ed entrambi erano ventilati a disco con un diametro di 300 mm.
La velocità massima era di 190 km/h in quinta marcia a 8900 giri/min, di 156 km/h in quarta, di 127 km/h in terza di 101 km/h in seconda e di 68 km/h in prima. L'accelerazione da 0 a 100 km/h era di 3,2 secondi, mentre il quarto di miglio veniva percorso in 11,4 secondi raggiungendo la velocità, praticamente massima, di 185 km/h.